# Agnes (Agnes)
| Recensione             | Giudizio |
| ---------------------- | -------- |
| Expressen              |          |
| Helsingborgs Dagbladet |          |
| Svenska Dagbladet      |          |

Agnes è l'album di debutto della cantante svedese Agnes, pubblicato il 19 dicembre 2005.
L'album ha raggiunto la prima posizione della classifica in Svezia restandovi per due settimane.
I tre singoli estratti dall'album sono stati Stranded e Right Here Right Now (My Heart Belongs to You) e conteneva What a Feeling, cover della celebre canzone di Irene Cara.

## Tracce[5]
1. Stranded - 3:16 (Niclas Molinder, Joacim Persson, Pelle Ankarberg, Kerima Holm)
2. Emotional - 3:00 (Fredrik Thomander, Anders Wikström)
3. Right Here Right Now (My Heart Belongs to You) - 4:08 (Jörgen Elofsson)
4. Forever Yours - 3:26 (Fredrik Thomander, Anders Wikström)
5. Get My Math - 3:04 (Johan Åberg, Canela Cox, George Samuelson)
6. I Believe - 3:26 (Jones, Aldo Nova, Vincent Pontaré)
7. For Love - 4:06 (Mikael Albertsson, N.Petterson)
8. What a Feeling - 3:38 (Giorgio Moroder, Keith Forsey, Irene Cara)
9. Now That I Found Love - 3:43 (Alex Breitung, Grizzly, Tommy Tysper, Mack)
10. Let Me Carry You - 4:01 (Jörgen Elofsson)

## Classifiche

### Album
| Classifica | Posizione raggiunta |
| ---------- | ------------------- |
| Svezia     | 1                   |

### Singoli
| Anno | Titolo               | Miglior Posizione SWE |
| ---- | -------------------- | --------------------- |
| 2005 | Right Here Right Now | 1                     |
| 2006 | Stranded             | 27                    |

## Date di Pubblicazione
| Nazione     | Data             | Formato                     | Etichetta |
| ----------- | ---------------- | --------------------------- | --------- |
| Svezia      | 19 dicembre 2005 | CD, Digital Download        | Columbia  |
| Norvegia    | 19 dicembre 2005 | CD, Digital Download        | RCA       |
| Stati Uniti | 13 ottobre 2009  | Import CD, Digital Download | Sony BMG  |
| Italia      | 2010             | Import CD, Digital Download | Sony BMG  |